# Пайкузе (містечко)
Пайкузе (ест. Paikuse) — селище на заході Естонії.

## Географія
Селище знаходиться в повіті Пярнумаа і адміністративний центр однойменної волості.
Розташоване на схід від міста Пярну на правому березі річки Пярну, на півночі межує з містом Сінді.